# Planície Salisbury (Geórgia do Sul)

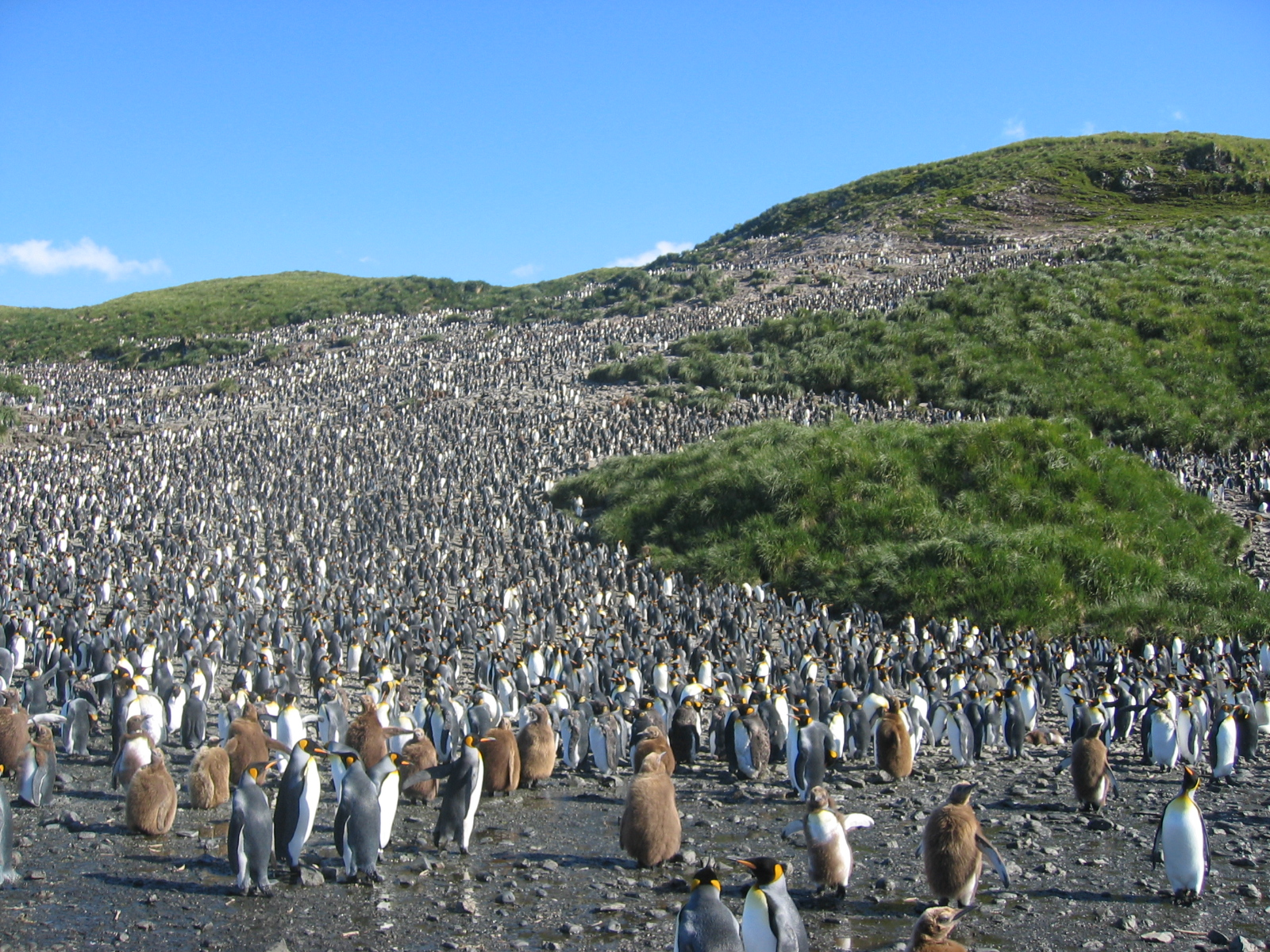
120 000 pinguins-reis na Planície Salisbury (Aptenodytes patagonicus).

A Planície Salisbury (54° 03′ S, 37° 21′ O) é uma pequena planície situada entre os términos das geleiras Grace e Lucas na costa norte da Geórgia do Sul, conhecida principalmente como local de criação de mais de 200 000 pinguins-reis.
O nome parece ter sido usado primeiro em um gráfico do Almirantado Britânico de 1931.